# Parafia Świętej Trójcy w Strzelnie
 Parafia pw. Świętej Trójcy w Strzelnie – rzymskokatolicka parafia położona w dekanacie strzelińskim, należącym do metropolii gnieźnieńskiej.

## Historia parafii
Parafia została utworzona w XII wieku. Jej dominantą krajobrazową jest wzgórze z zespołem kościelno-klasztornym, dawną siedzibą jednego z najstarszych żeńskich zgromadzeń zakonnych w Polsce – sióstr norbertanek. Znajdują się tam m.in. z dwa romańskie kościoły, leżące na trasie Szlaku Piastowskiego. 

## Miejsca kultu
- Kościół Świętej Trójcy i Najświętszej Marii Panny w Strzelnie – kościół parafialny
- Rotunda św. Prokopa w Strzelnie – kościół pomocniczy
- Kaplica pw. św. Alojzego, św. Jana Pawła II, Łąkie[2]
- Kaplica NSPJ w Szpitalu Rejonowym, Strzelno[2]
- Kaplica cmentarna na tzw. starm cmentarzu, Strzelno[2]

## Galeria

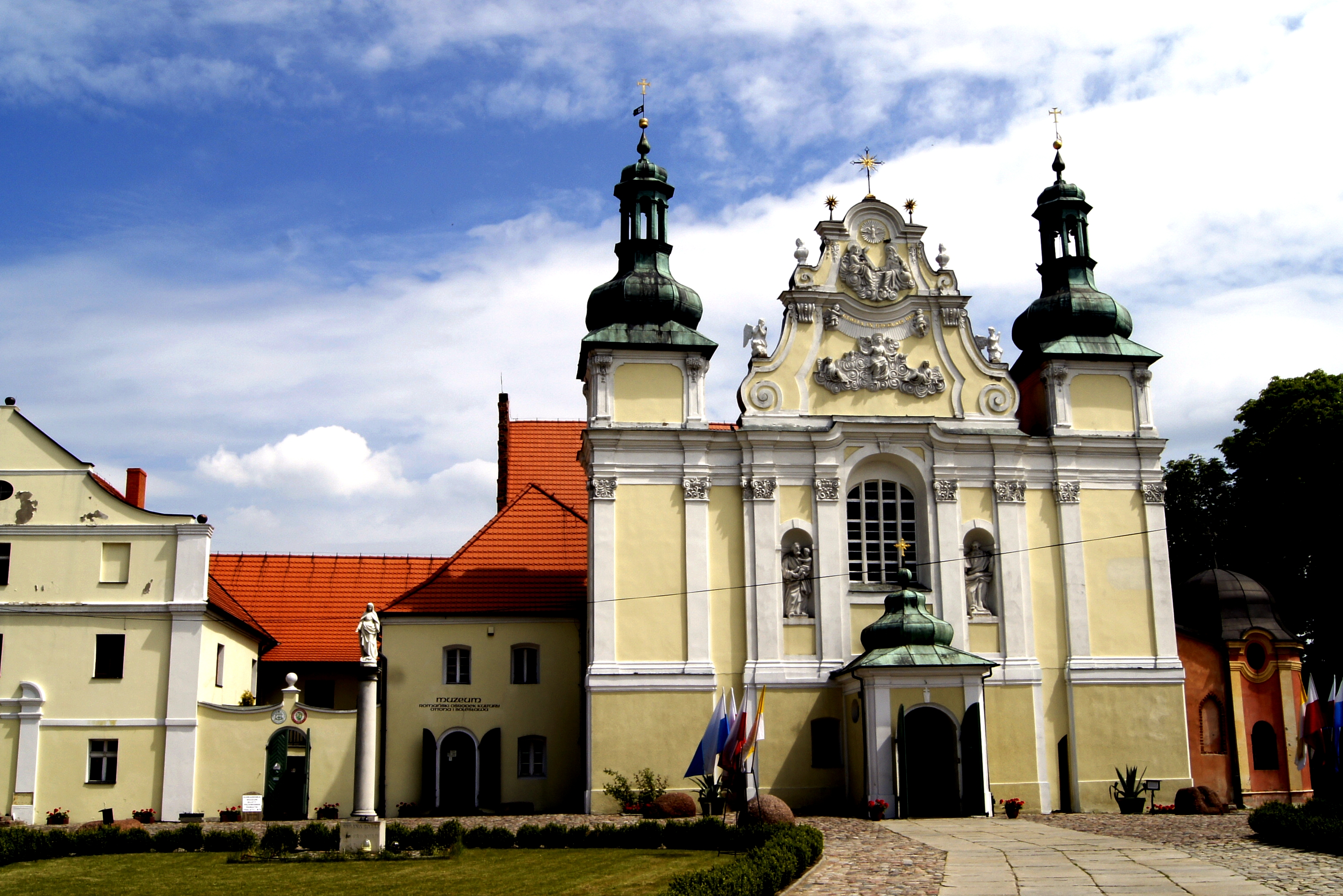
Kościół parafialny
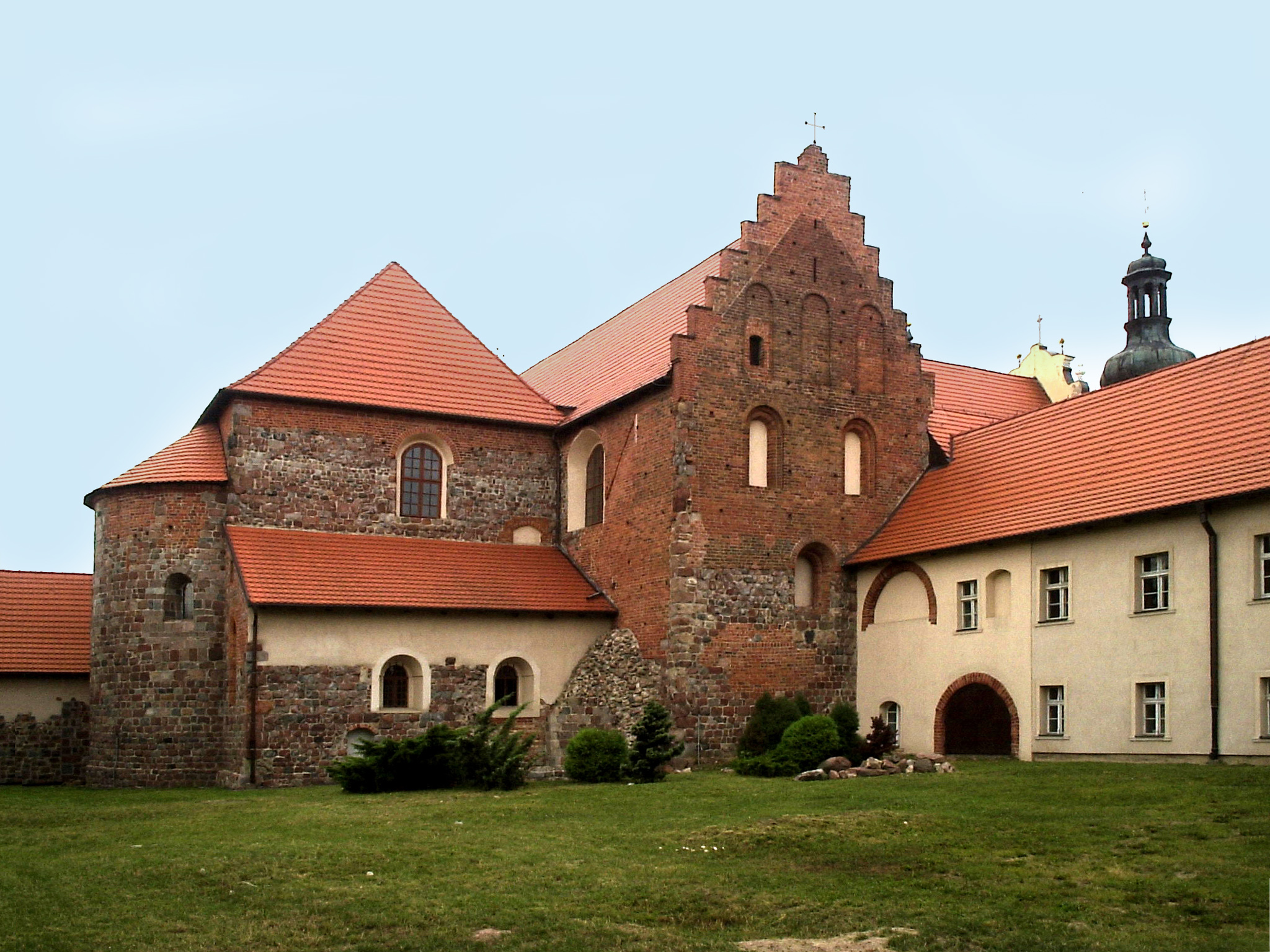
Kościół parafialny
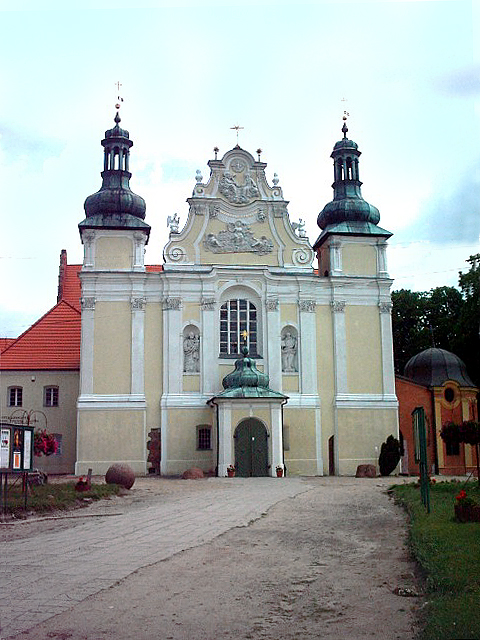
Kościół parafialny
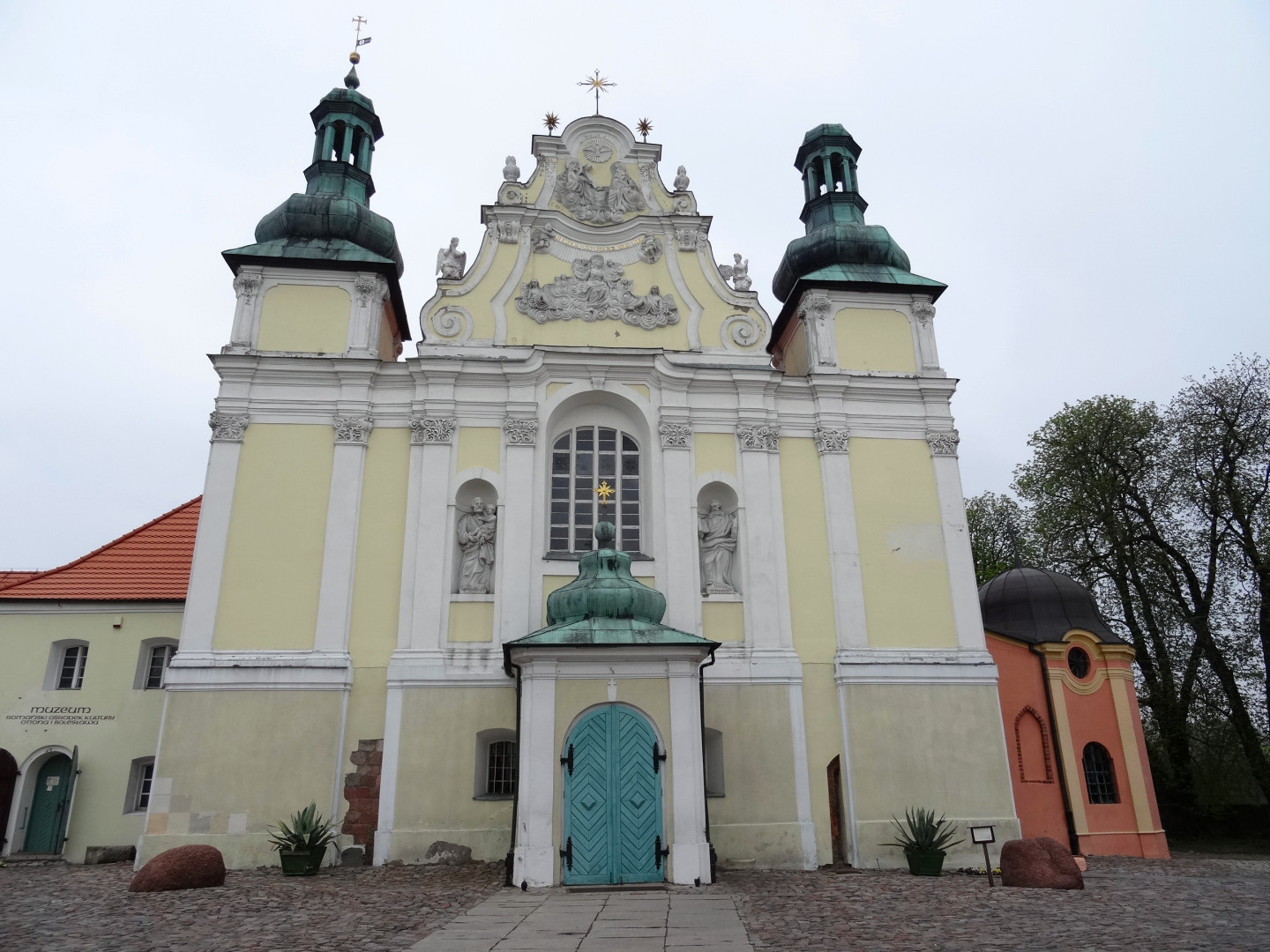
Kościół parafialny
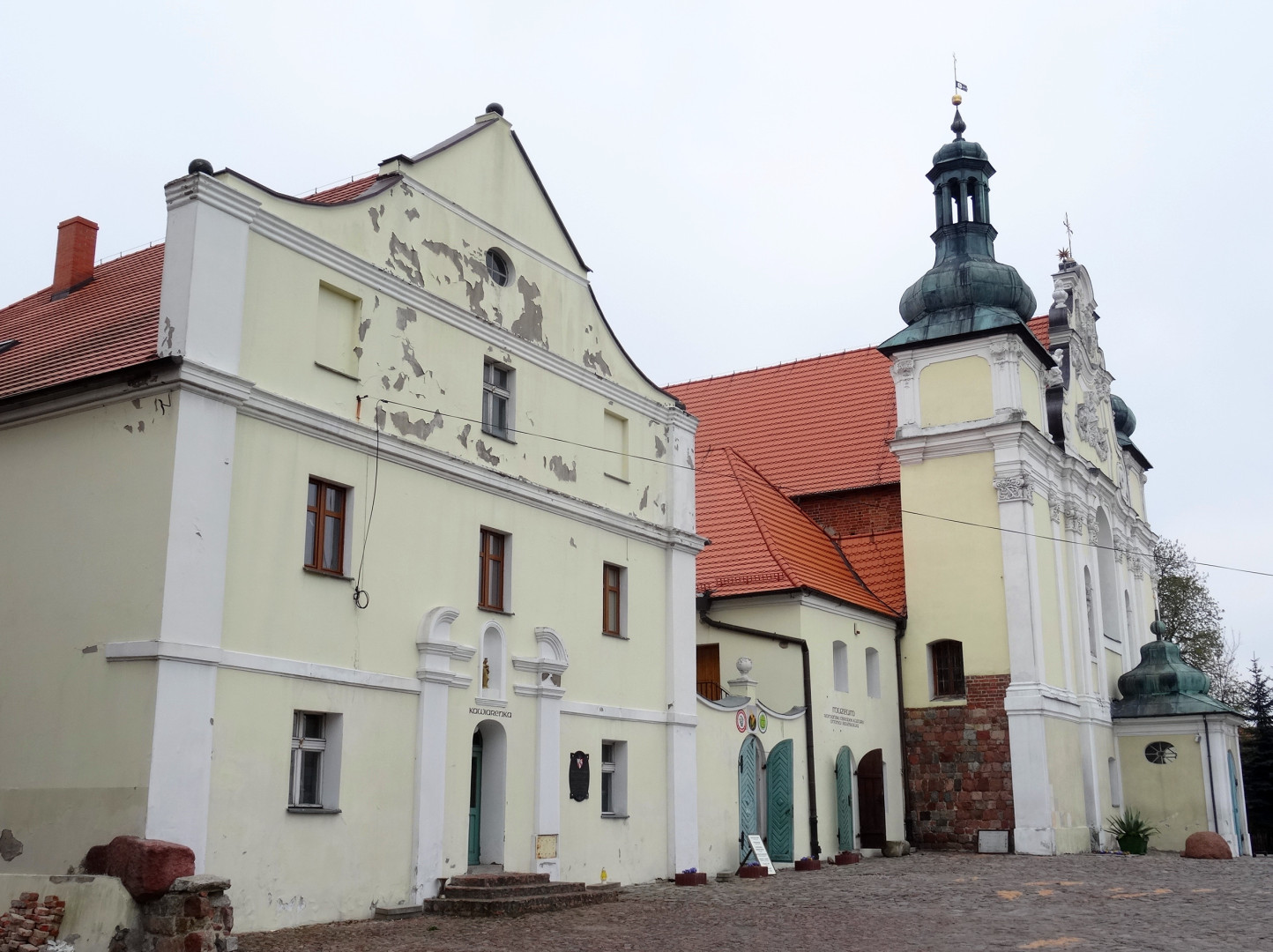
Kościół parafialny
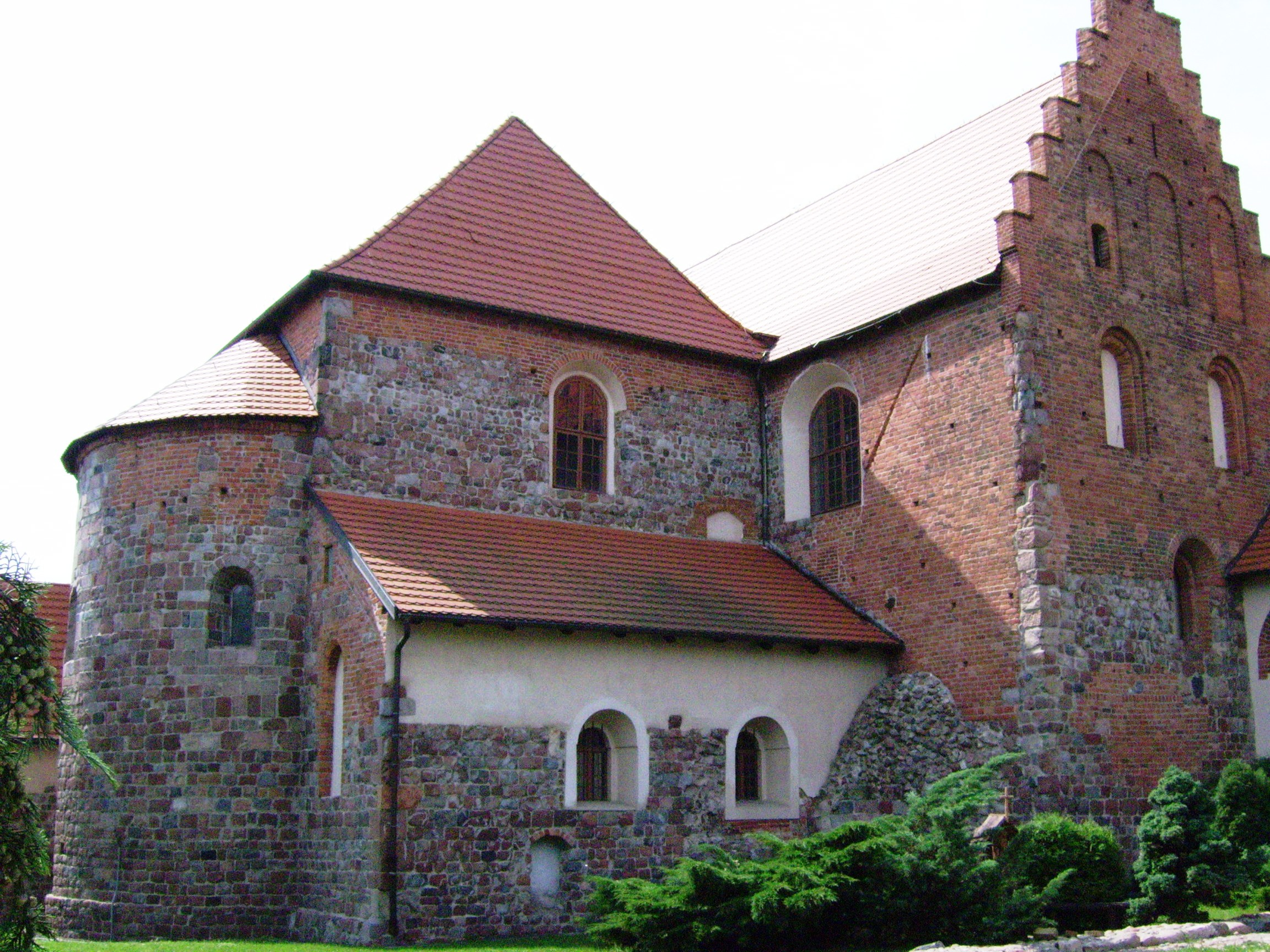
Kościół parafialny
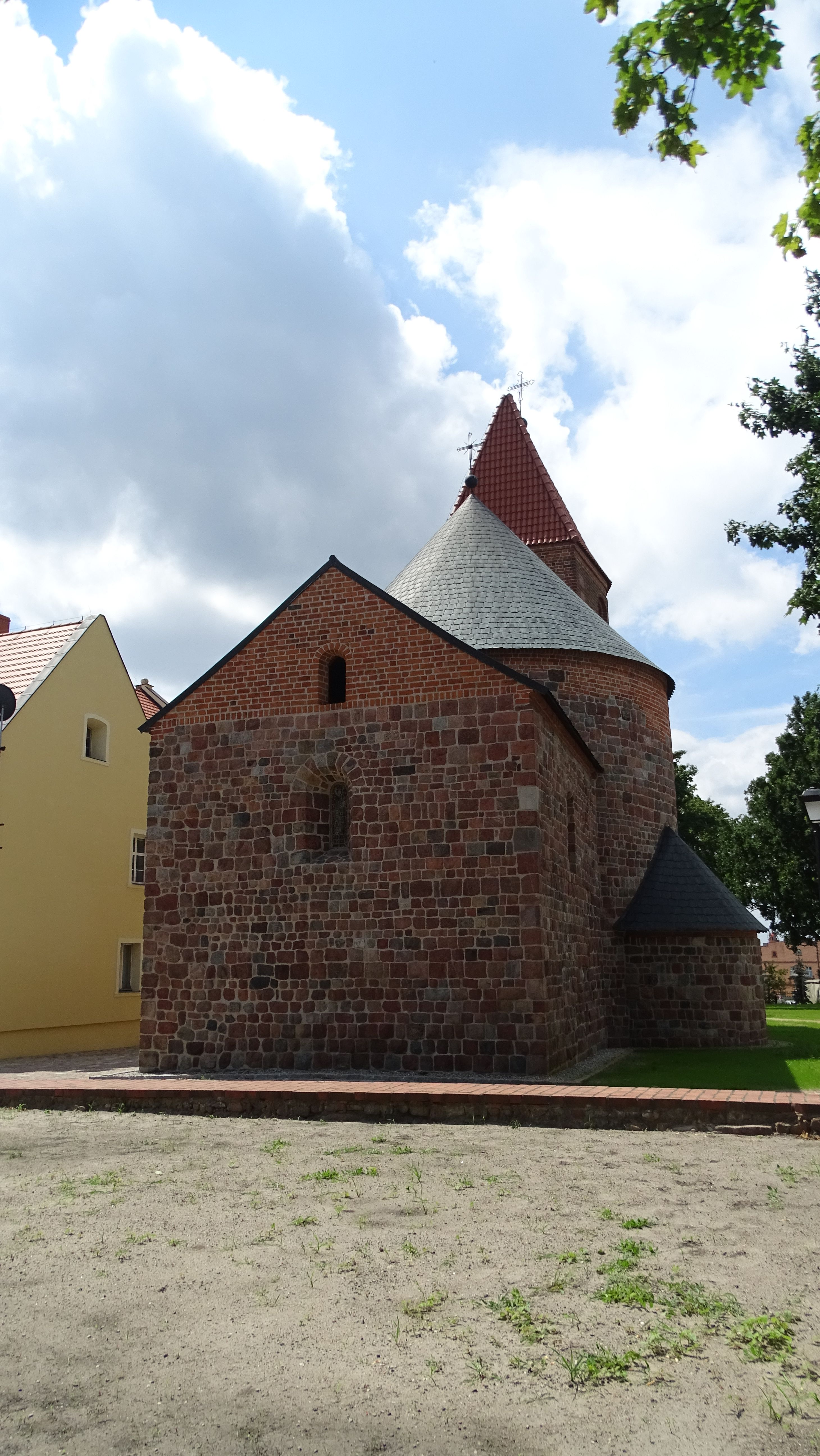
Kościół św. Prokopa
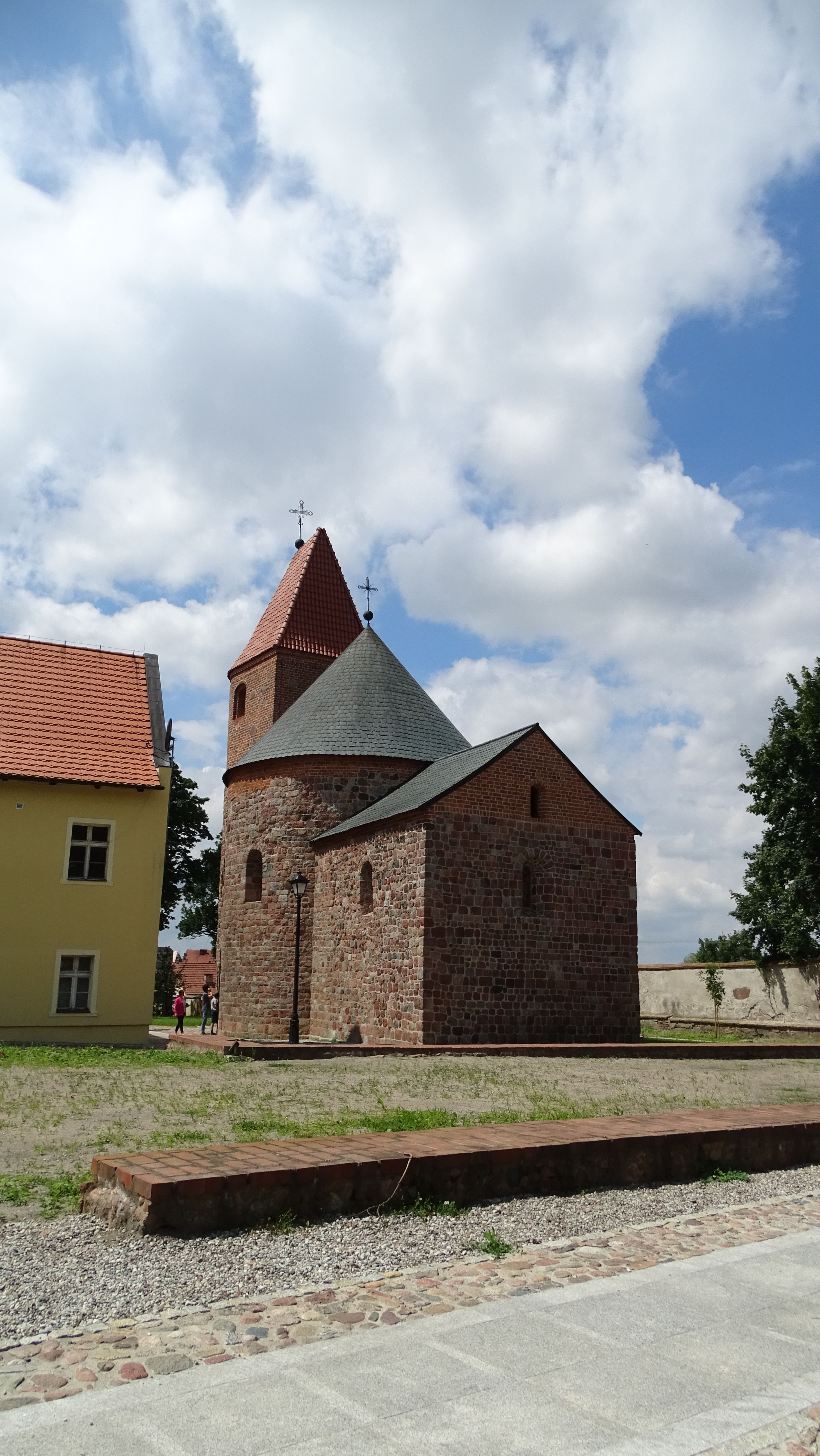
Kościół św. Prokopa
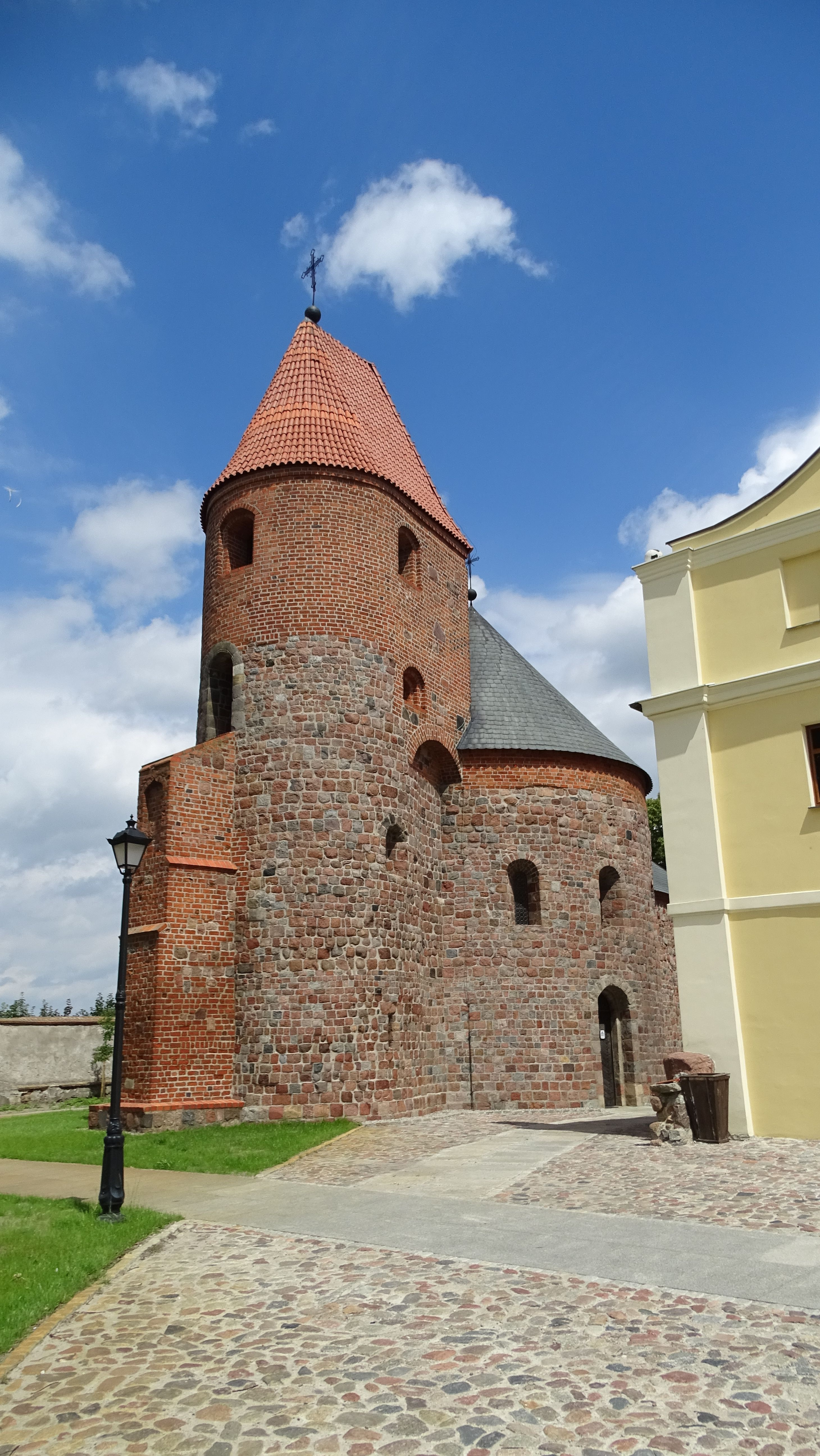
Kościół św. Prokopa
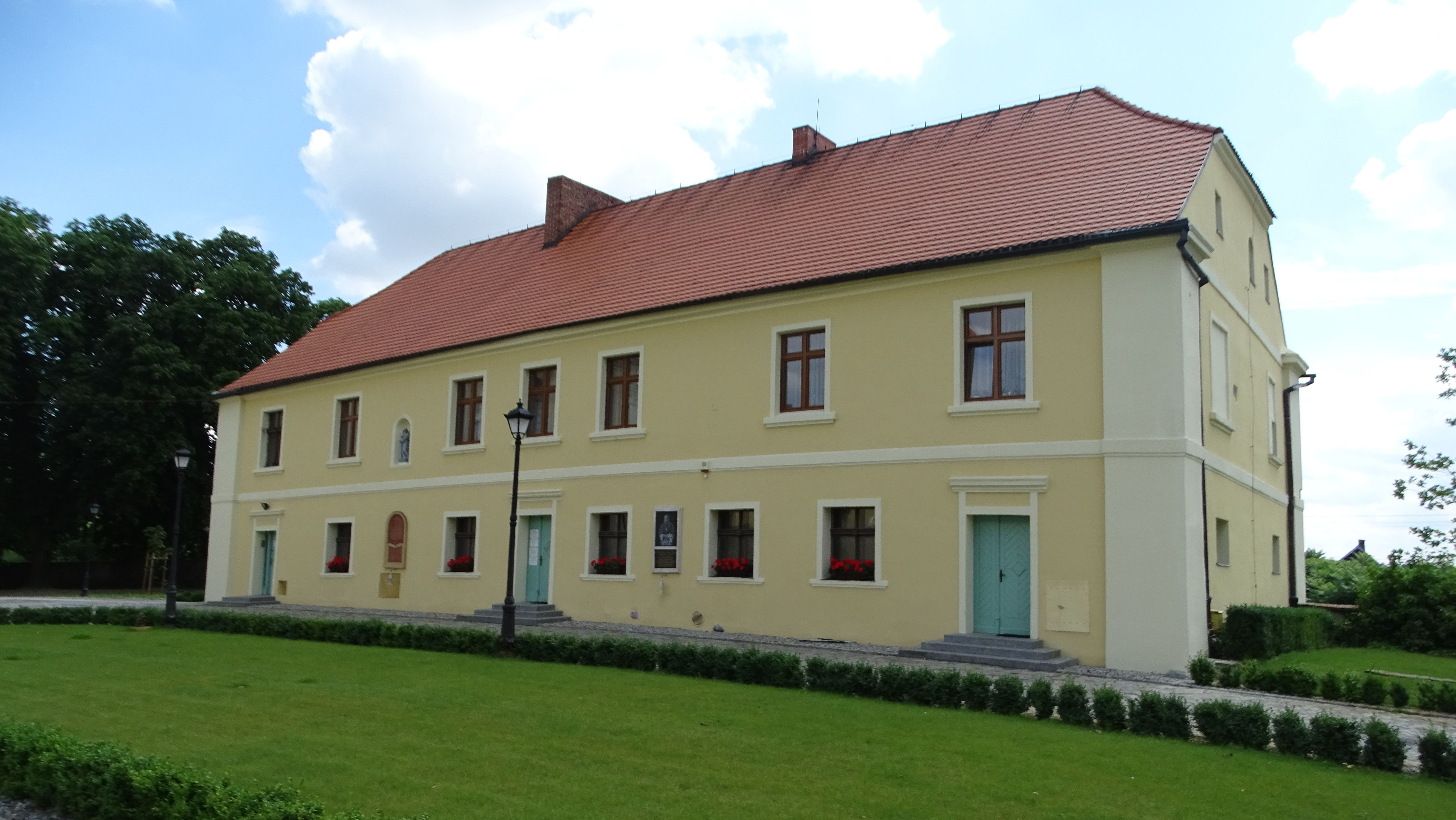
Plebania
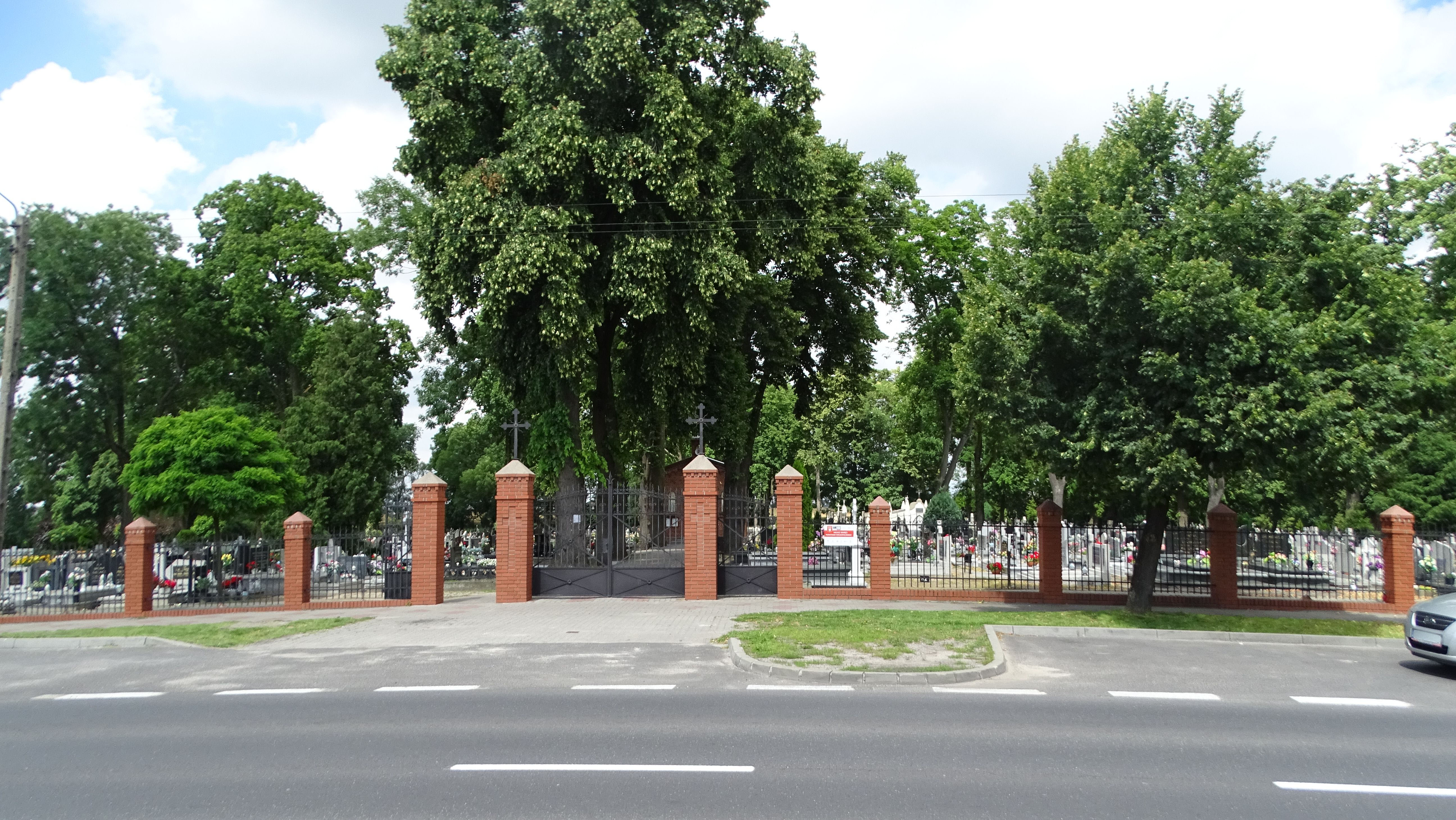
Cmentarz parafialny
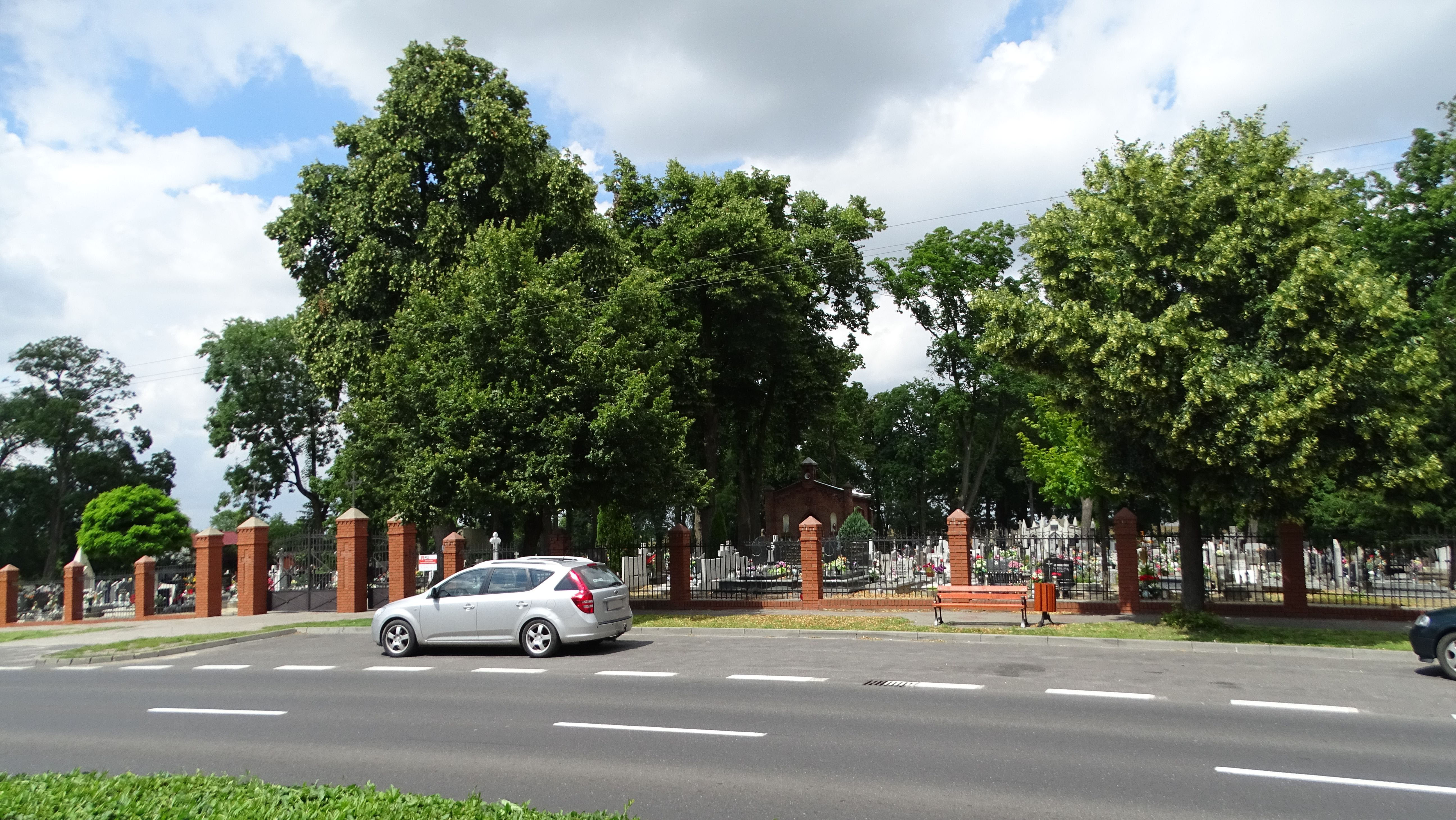
Cmentarz parafialny
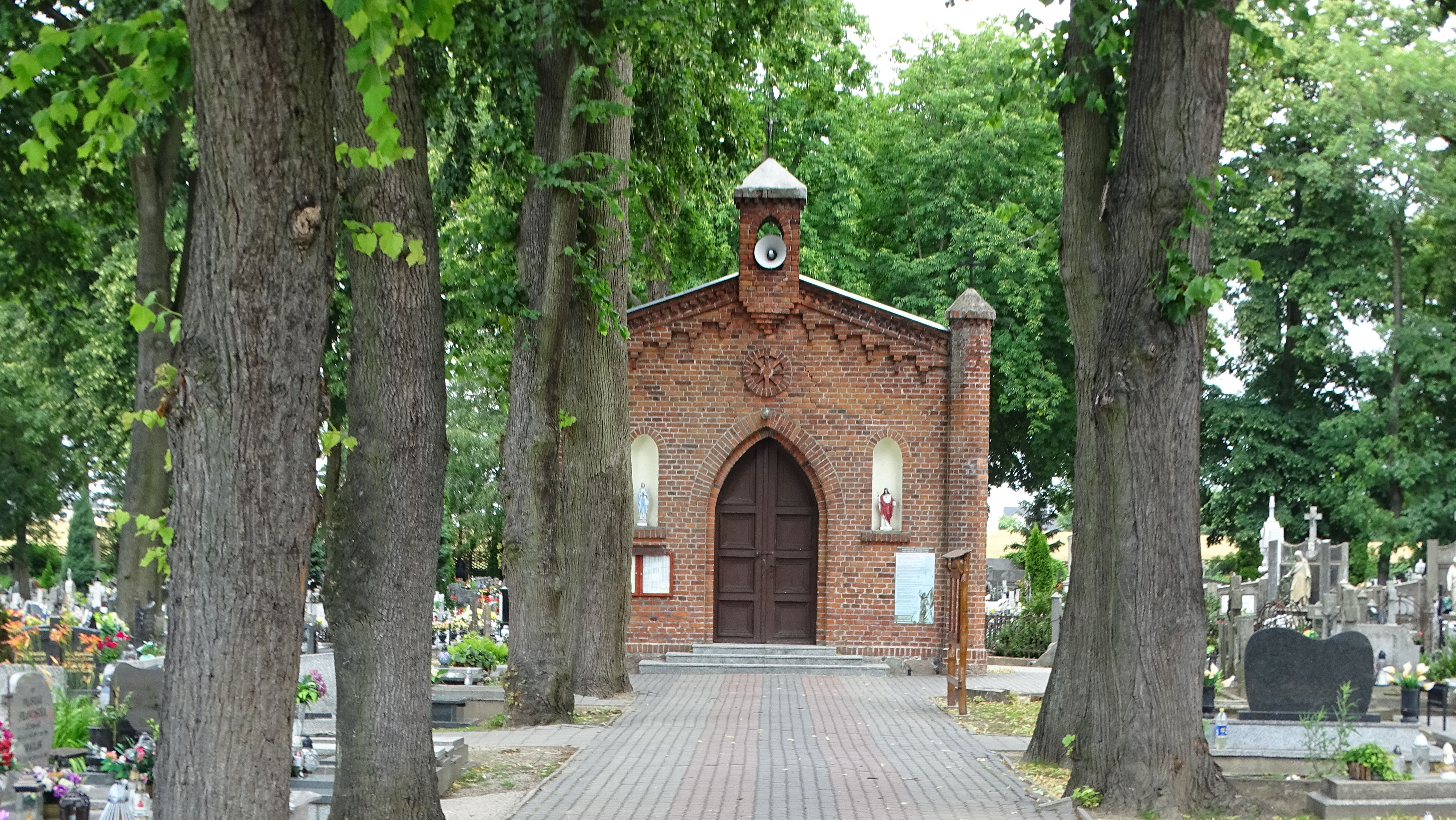
Kaplica cmentarna
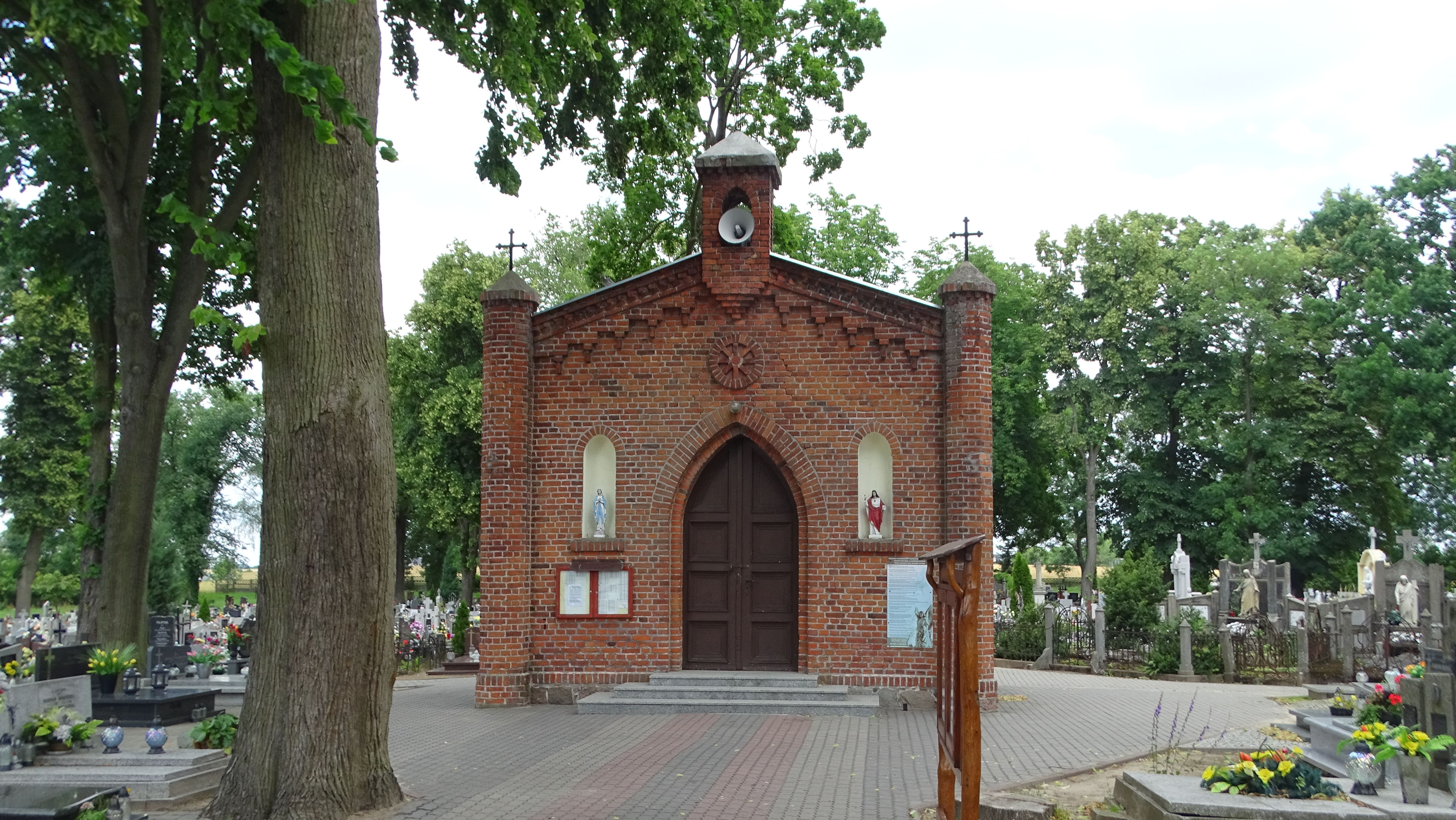
Kaplica cmentarna
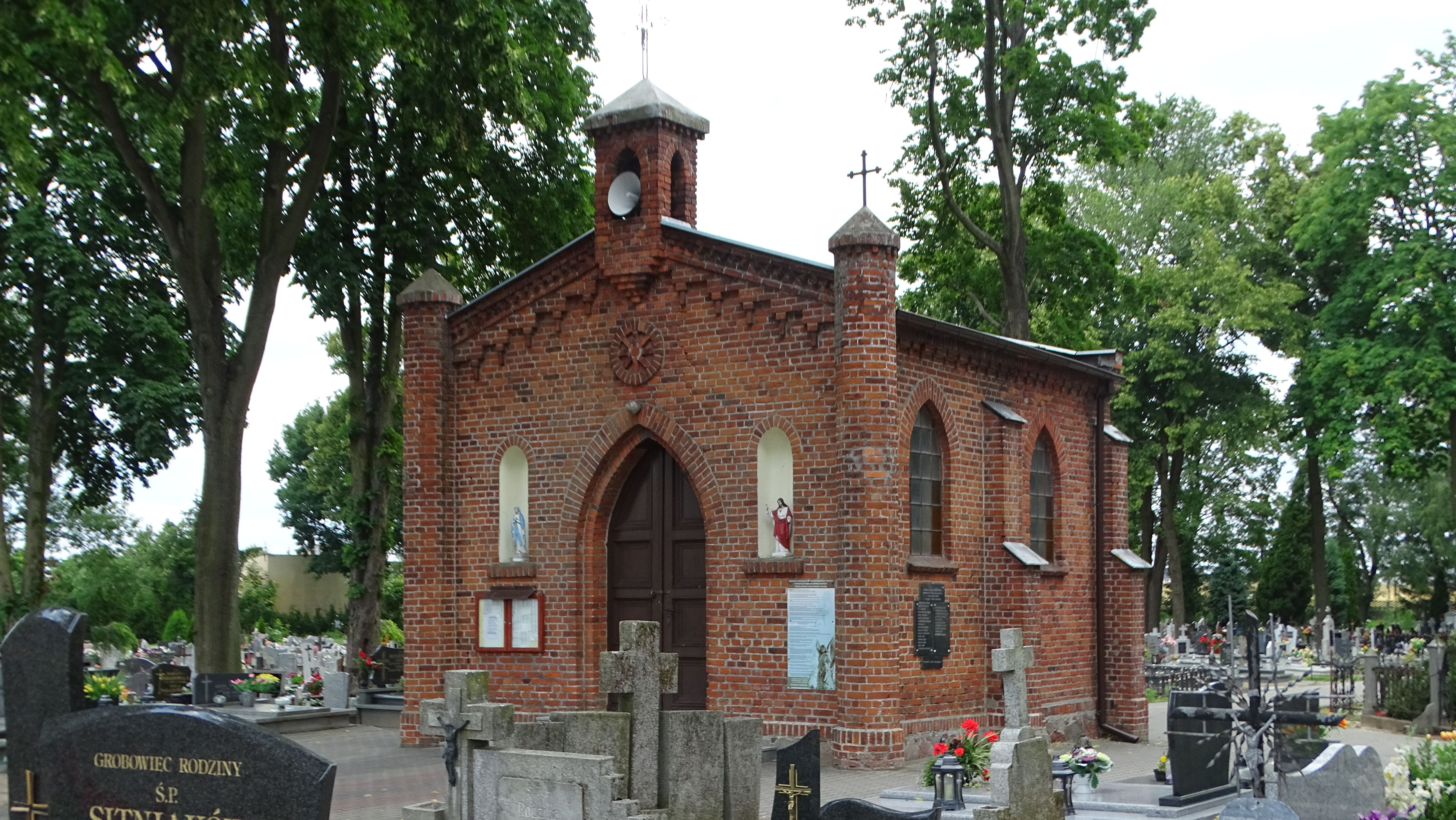
Kaplica cmentarna
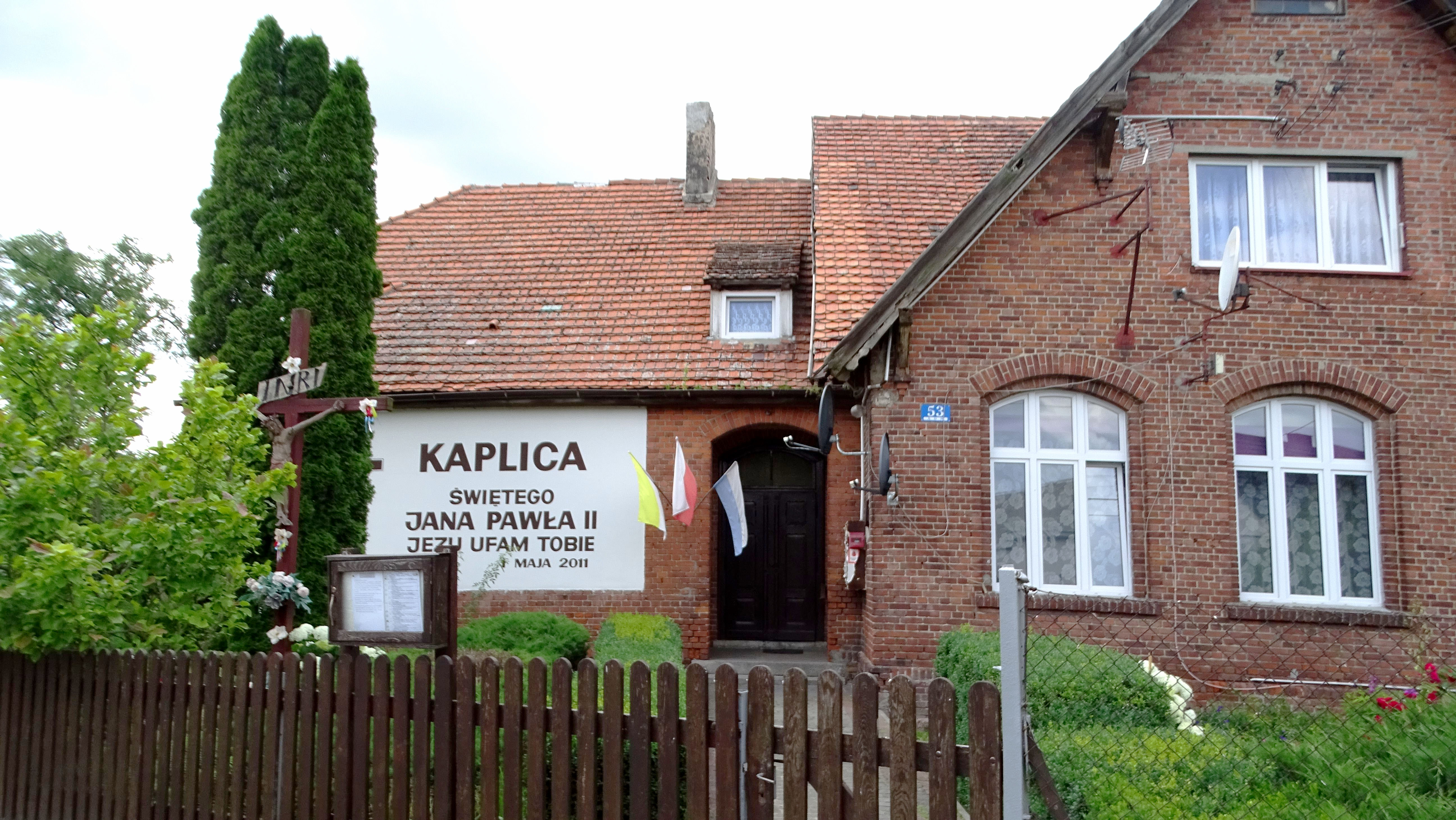
Kaplica filialna św. Jana Pawła II w Łąkiem
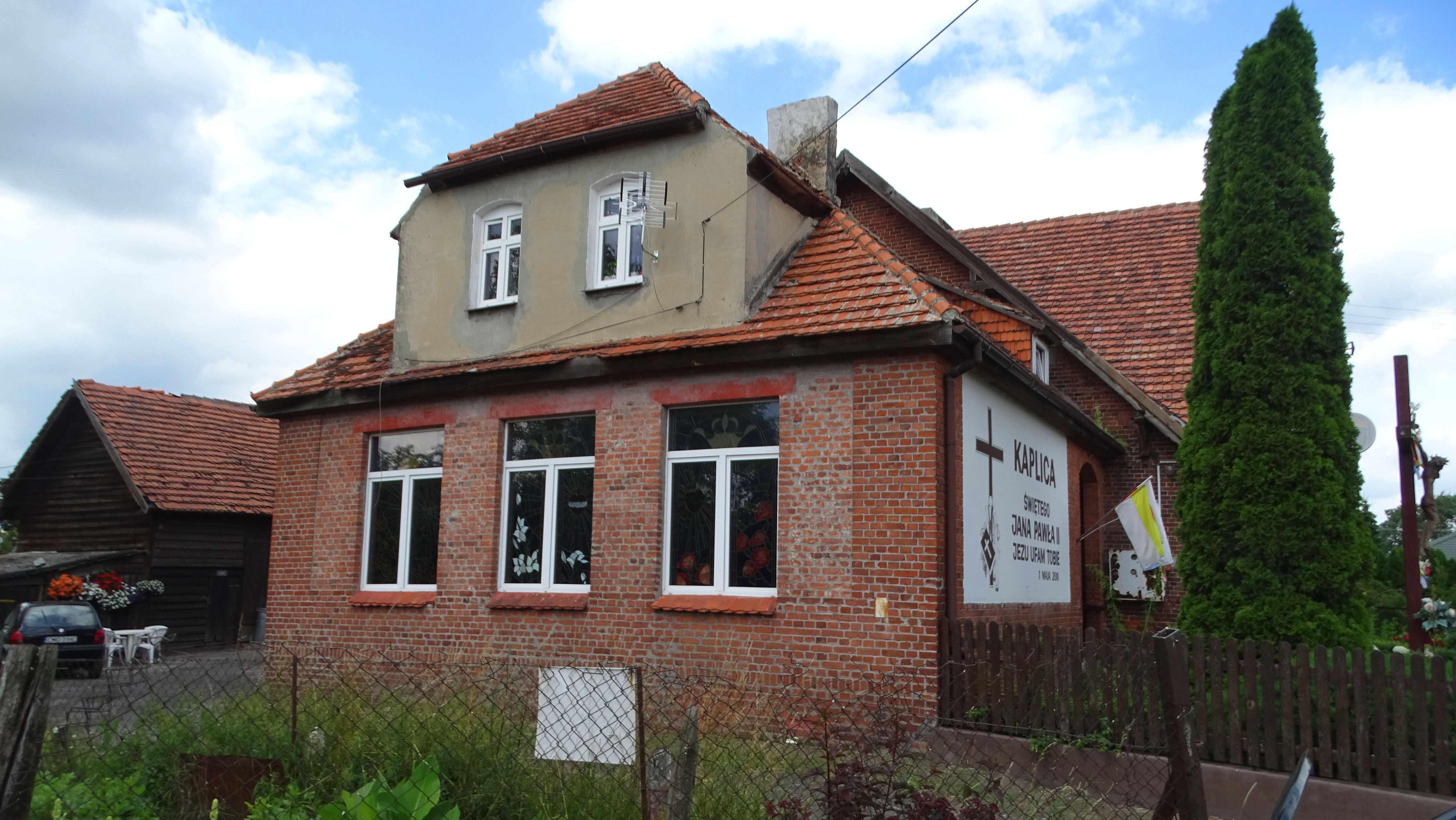
Kaplica filialna św. Jana Pawła II w Łąkiem
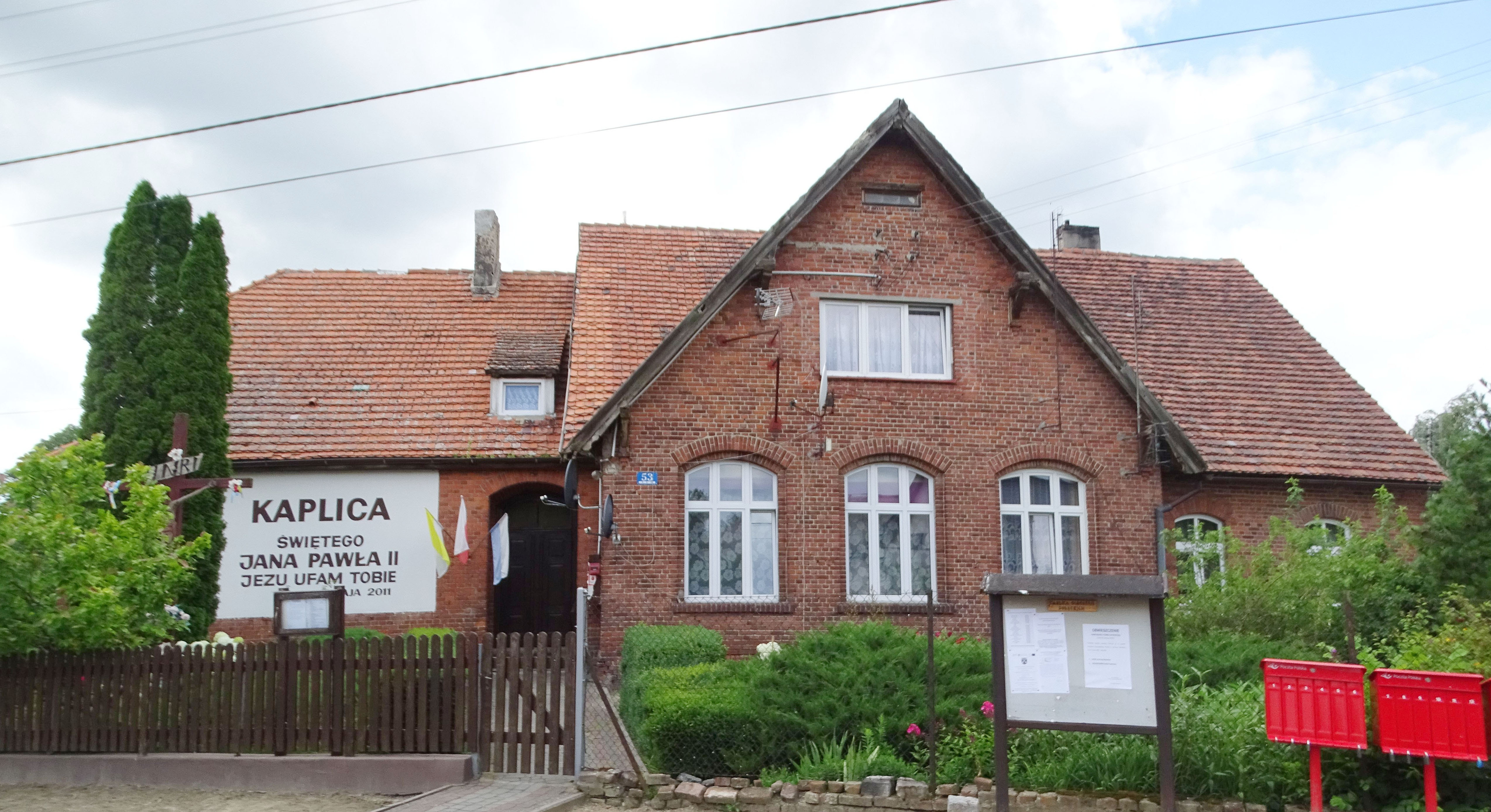
Kaplica filialna św. Jana Pawła II w Łąkiem